# Dzierżoniów (stad)
Dzierżoniów (voorheen Rychbach; Duits: Reichenbach im Eulengebirge) is een stad in het Poolse woiwodschap Neder-Silezië, gelegen in de powiat Dzierżoniowski. De oppervlakte bedraagt 20,07 km², het inwonertal 34.878 (2005).

## Geschiedenis
De stad werd gesticht in de Middeleeuwen tijdens de Piasten-dynastie in Polen. Waarschijnlijk in 1159 stichtte Bolesław IV van Polen de eerste kerk in de stad.
De Conventie van Reichenbach werd in 1790 gesloten, een overeenkomst tussen Pruisen en Oostenrijk, bedoeld om oorlog tussen de twee staten te voorkomen en de twee staten te verenigen tegen de Franse Revolutie.
In de Tweede Wereldoorlog was in Reichenbach een buitenkamp van concentratiekamp Groß-Rosen met een fabriek van Telefunken.
De stad is in 1946 genoemd naar de bijenhouder Jan Dzierżon (1811-1906) die de parthenogenese bij bijen heeft ontdekt.

## Sport
De belangrijkste voetbalclub in de stad is Lechia Dzierżoniów.

## Geboren
- Jacek Mickiewicz (1970), Pools wielrenner
- Krzysztof Piątek (1995), Pools voetballer

## Fotogalerij

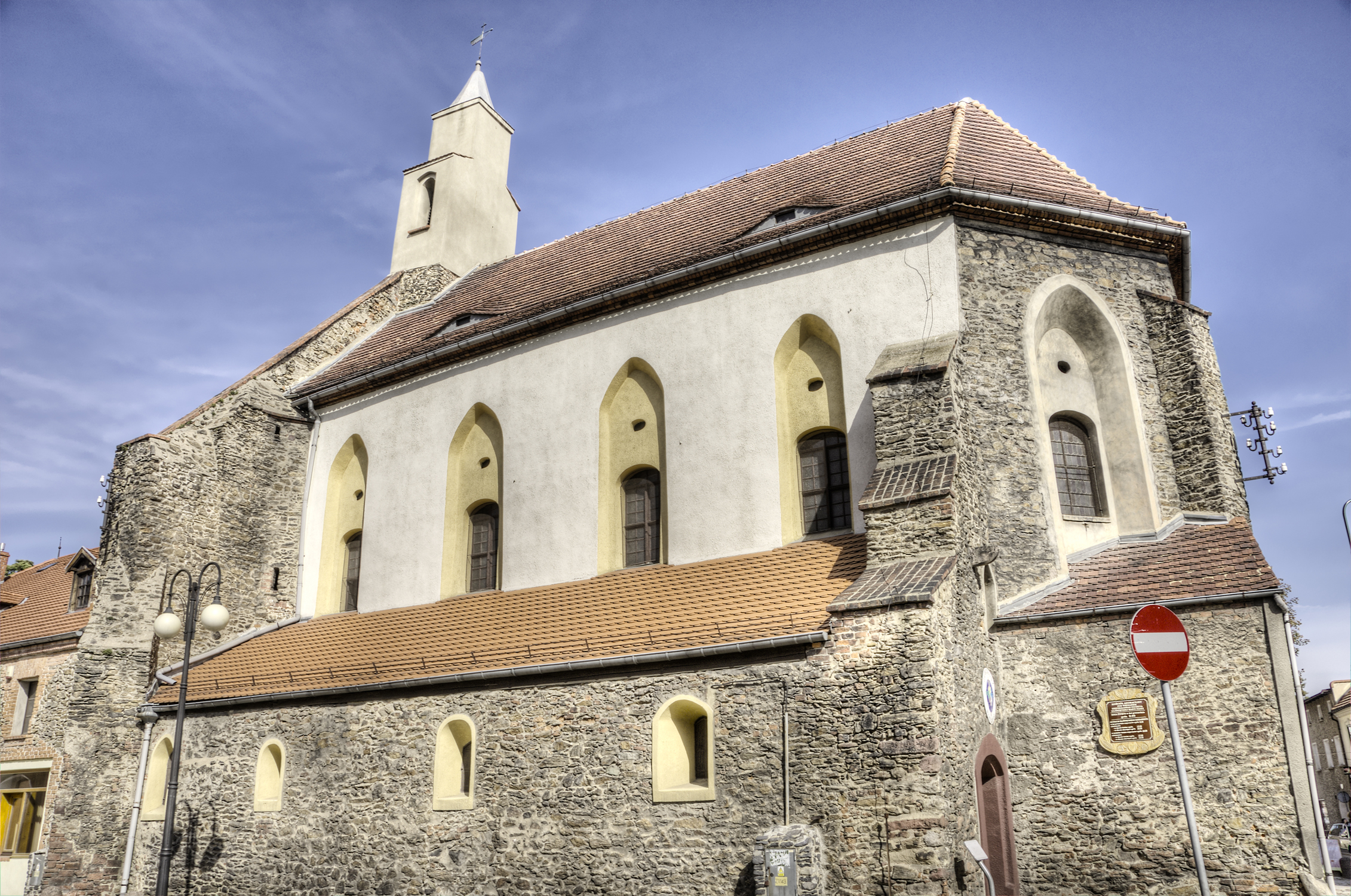
Kerk van de Onbevlekte Ontvangenis (2012)
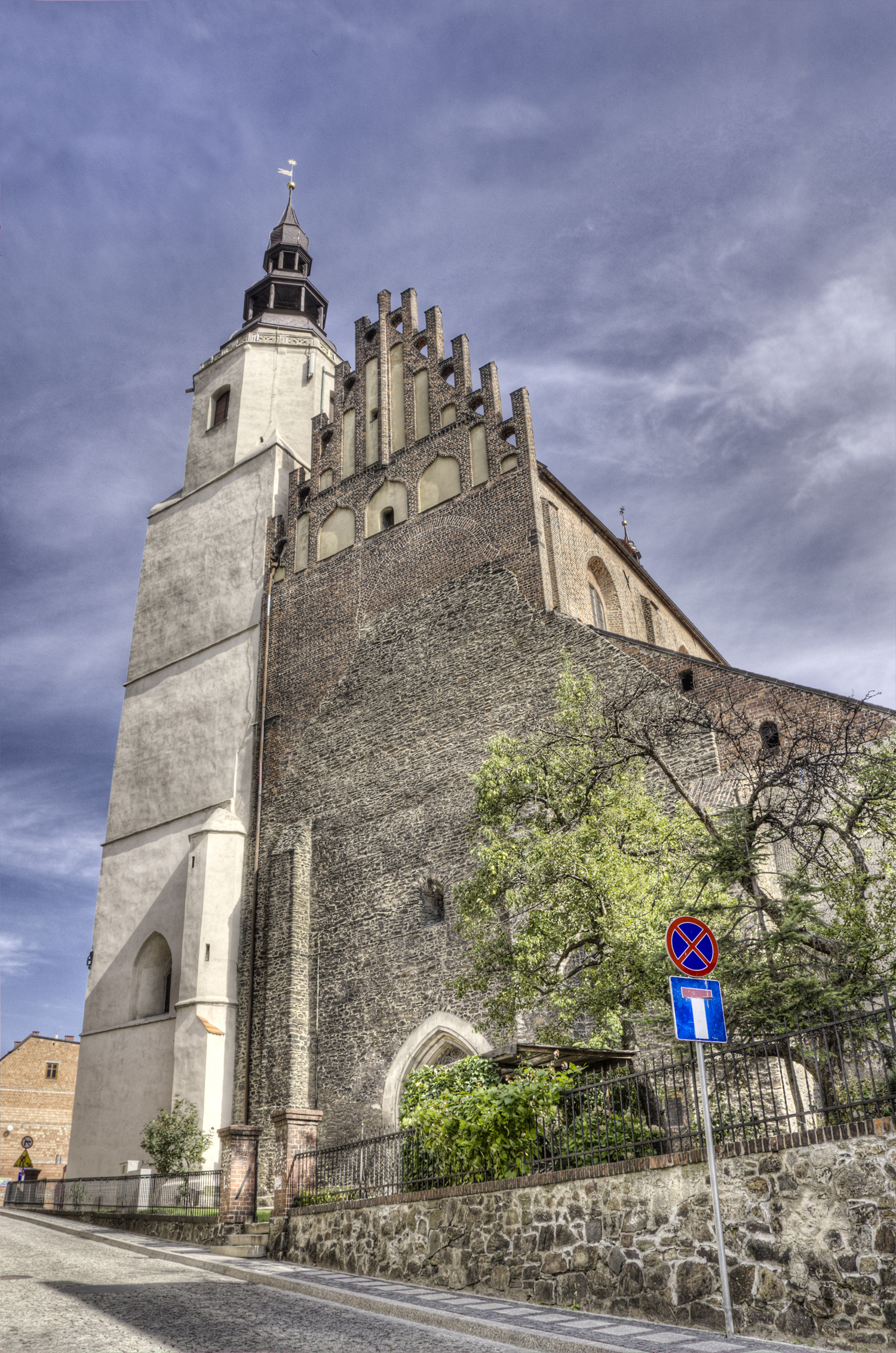
Sint-Joriskerk (2012)
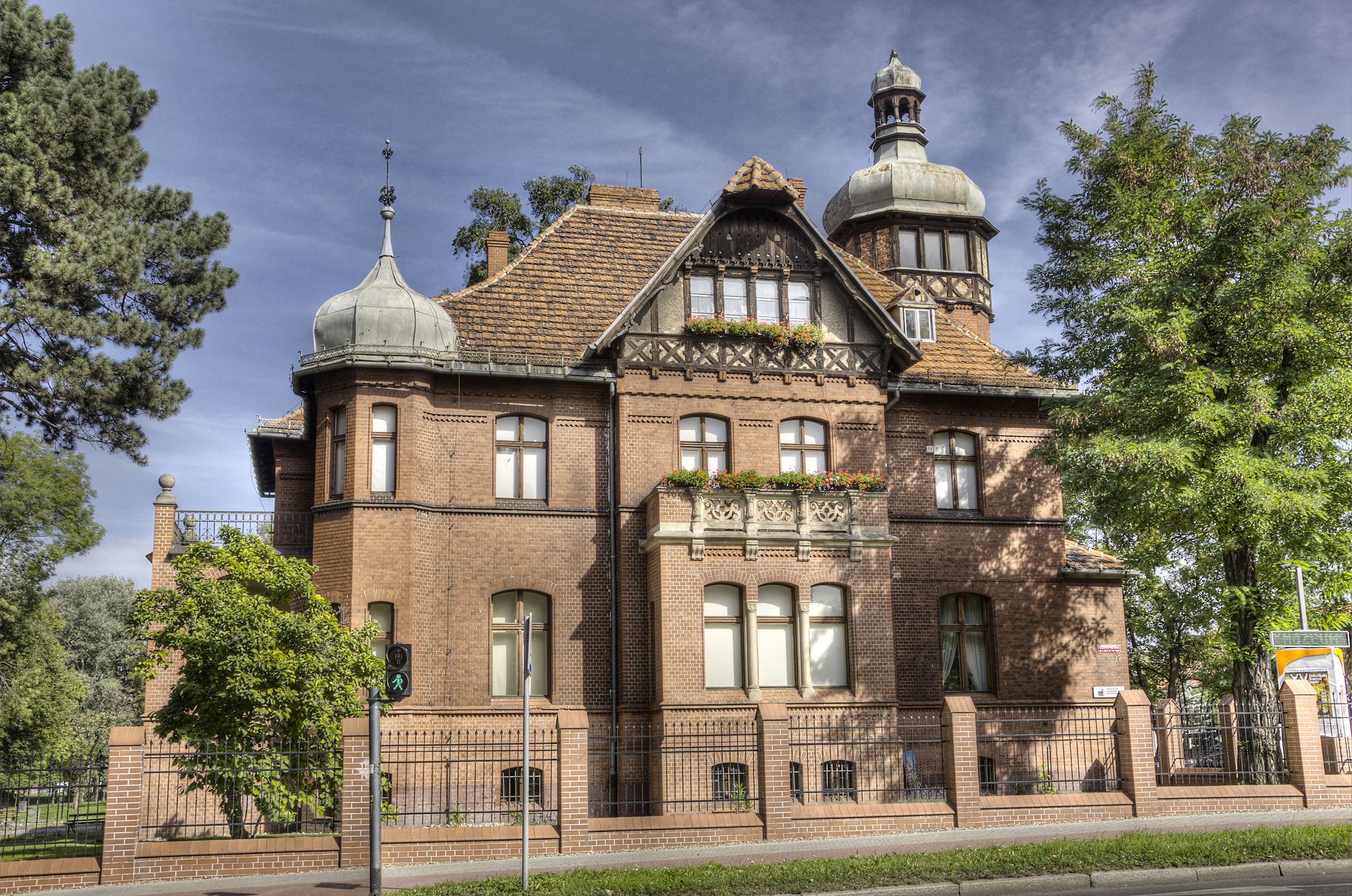
Gemeentemuseum (2012)
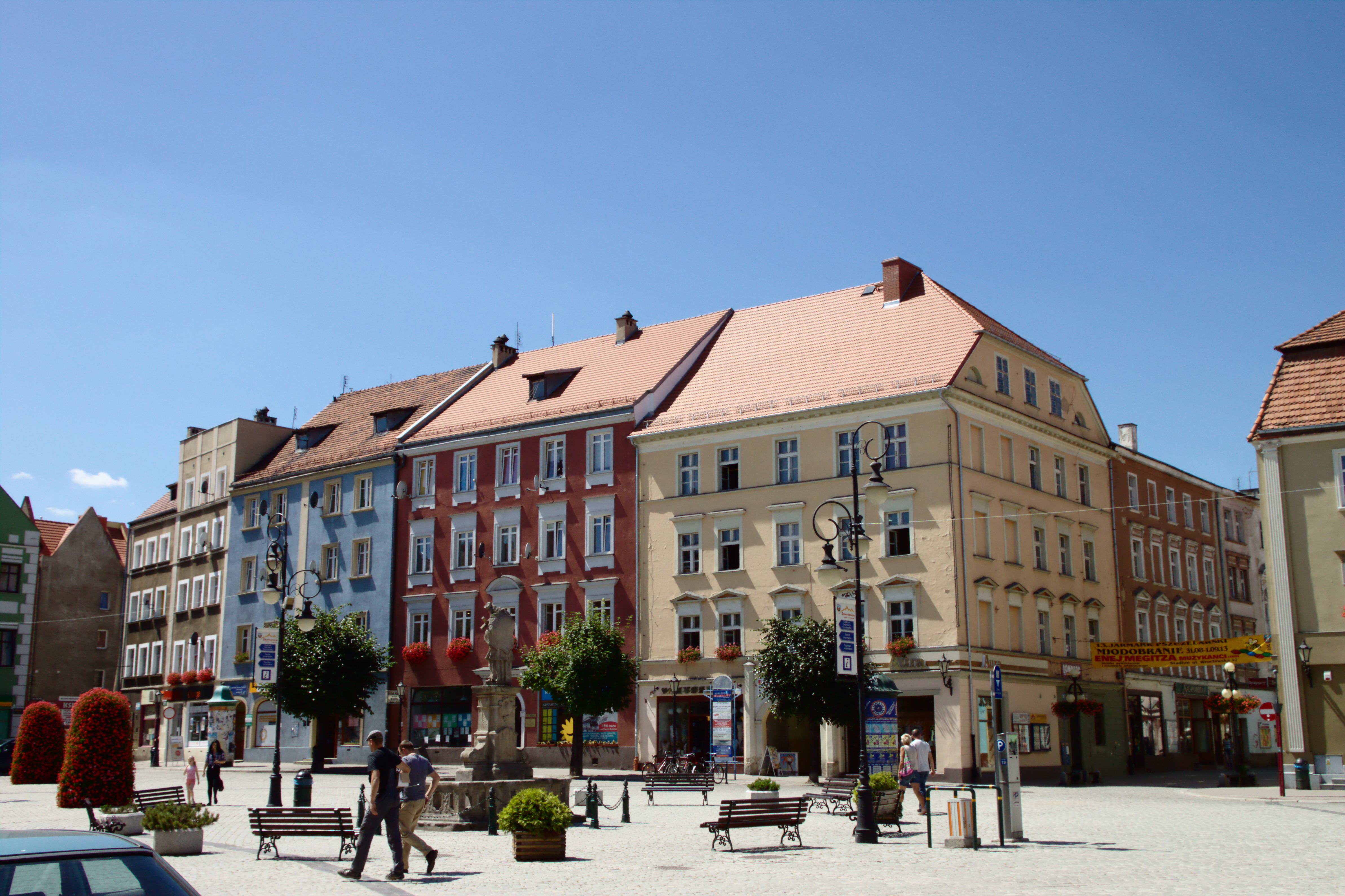
Huizen aan het marktplein (2013)
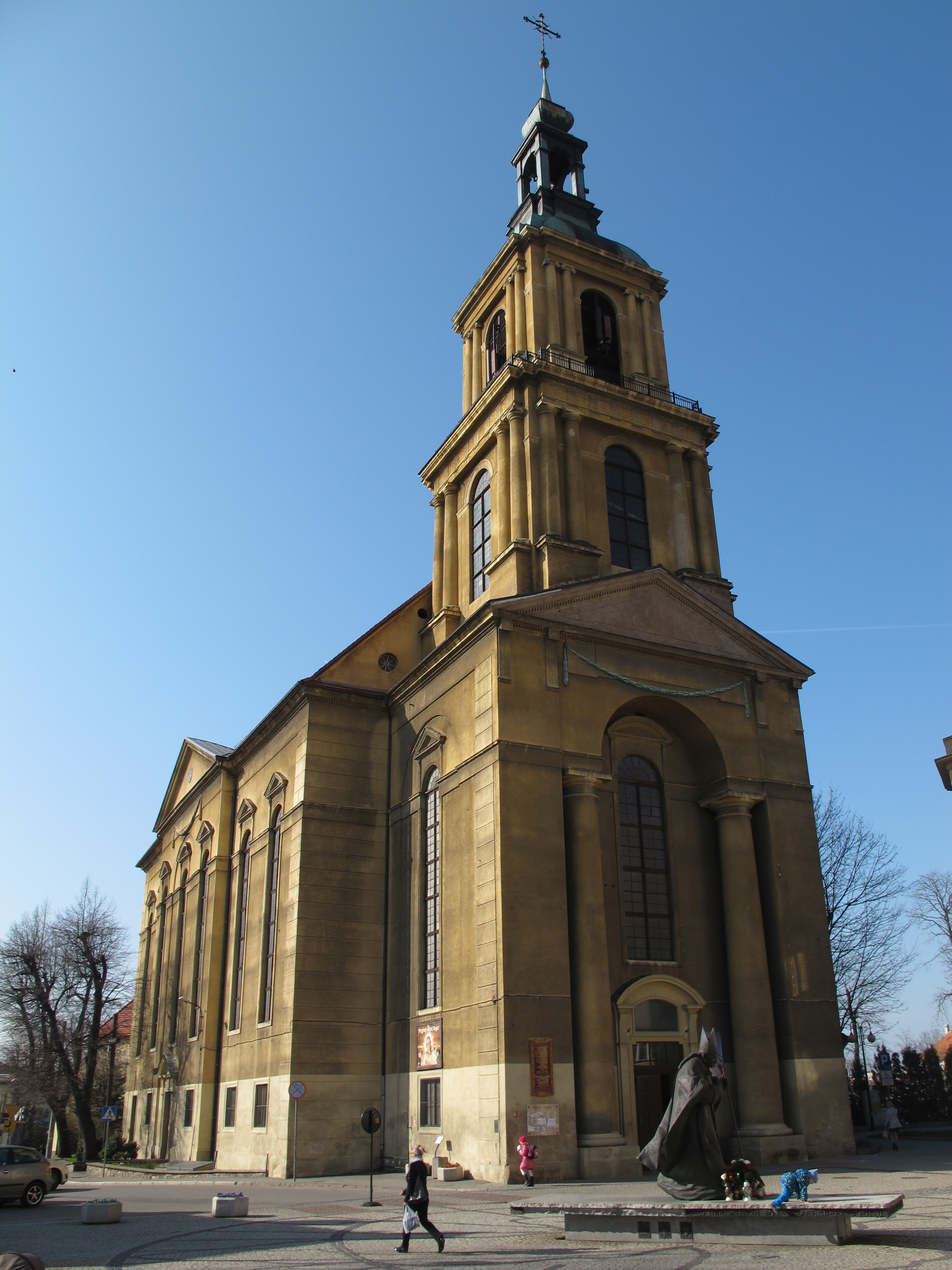
Kerk van Maria Moeder van de Kerk (2015)

Stadsdistricten:
Wrocław · Jelenia Góra · Legnica · Wałbrzych

Districten:
Bolesławiec · Dzierżoniów · Głogów · Góra · Jawor · Kamienna Góra · Karkonosze · Kłodzko · Legnica · Lubań · Lubin · Lwówek Śląski · Milicz · Oleśnica · Oława · Polkowice · Środa Śląska · Strzelin · Świdnica · Trzebnica · Wałbrzych · Wołów · Wrocław · Ząbkowice Śląskie · Zgorzelec · Złotoryja

Grootste steden:
Bielawa · Bolesławiec · Dzierżoniów · Głogów · Jelenia Góra · Legnica · Lubin · Oleśnica · Świdnica · Wałbrzych · Wrocław · Zgorzelec